# Kupidynek

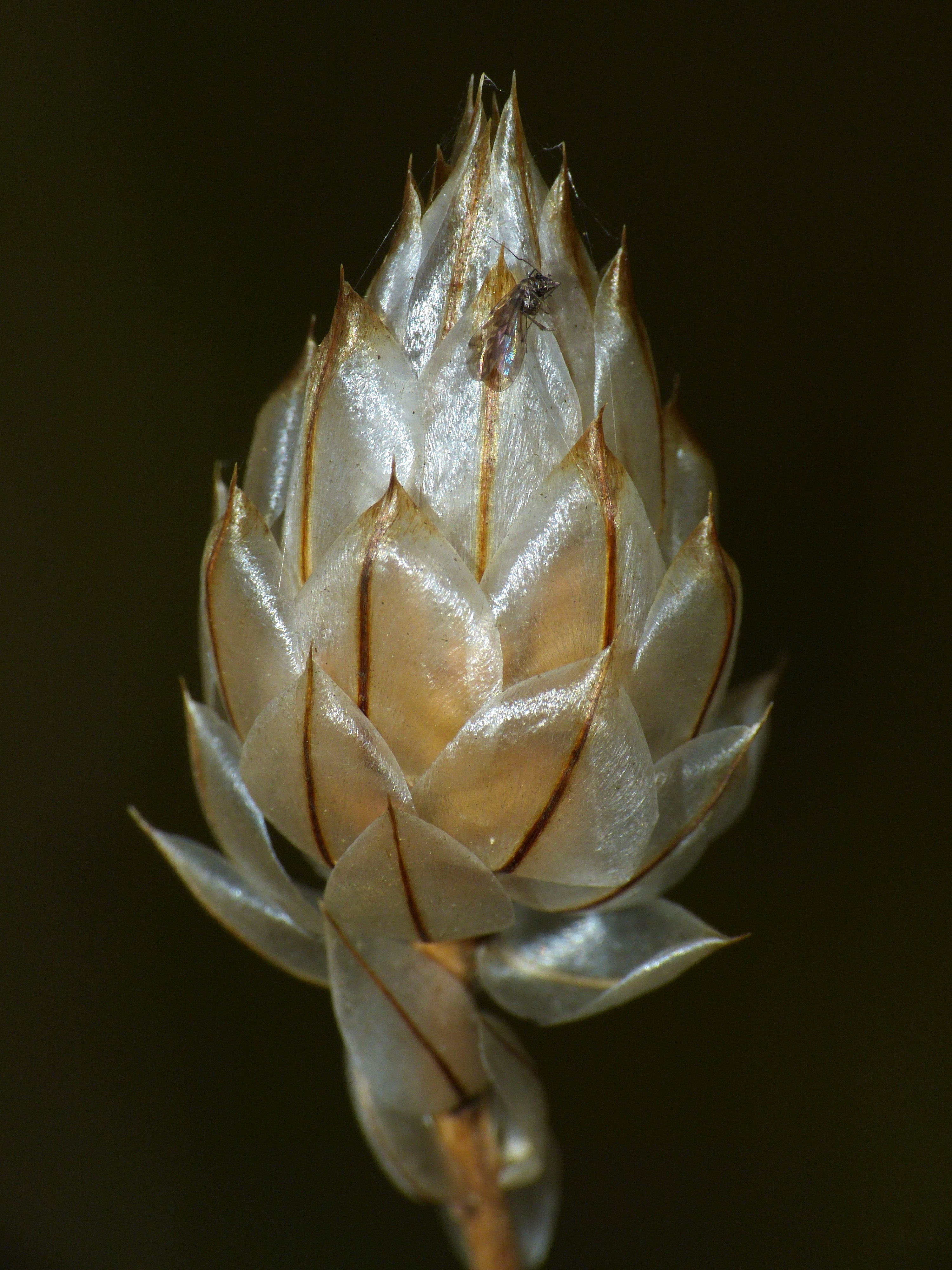
Pąk kwiatostanowy kupidynka błękitnego

Kupidynek (Catananche L.) – rodzaj roślin z rodziny astrowatych (Asteraceae). Obejmuje co najmniej 5 gatunków występujących w basenie Morza Śródziemnego, z czego dwa gatunki w południowej Europie. Rosną w miejscach suchych i słonecznych. Zawierają sok mleczny. Kupidynek błękitny (C. caerulea) jest popularną rośliną ogrodową sadzoną zarówno w formie typowej z kwiatami lawendowo-niebieskimi, jak i w odmianach białokwiatowych i dwubarwnych. 

## Morfologia
PokrójRośliny jednoroczne i raczej krótkotrwałe byliny o wysokości pędów do 0,9 m.
LiścieDługie do 30 cm, wąskie, w większości skupione w rozetę u nasady pędu. Całobrzegie lub z kilkoma ząbkami. U gatunków wieloletnich są częściowo zimozielone.
KwiatyJęzyczkowe, skupione w główkach osadzonych na długich szypułach. Łuski okrywy wyrastają w kilku rzędach i są okazałe, błoniaste, z wyraźną ciemną żyłką centralną. Korona kwiatu taśmowato wyciągnięta, w kolorze niebieskim lub żółtym. Osadnik płaski, z łuseczkami u nasady kwiatów.
OwoceNiełupki z 5 lub 10 żebrami wraz z puchem kielichowym okryte są łuskami okrywy.

## Systematyka
Rodzaj z podplemienia Scolyminae, plemienia Cichorieae podrodziny Cichorioideae w obrębie rodziny astrowatych (Asteraceae).
Wykaz gatunków
- Catananche arenaria Coss. & Durieu
- Catananche caerulea L. – kupidynek błękitny
- Catananche caespitosa Desf.
- Catananche lutea L.
- Catananche montana Coss. & Durieu